# Franz Haider (Politiker, 1907)
Franz Haider (* 11. September 1907 in Linz; † 15. März 1968 ebenda) war ein oberösterreichischer Politiker (KPÖ) und Zeitungsherausgeber. Er war 1945 Landeshauptmann-Stellvertreter in der Oberösterreichischen Landesregierung.

## Ausbildung und Beruf
Haider besuchte nach der Volksschule eine Bürgerschule und arbeitete danach kurze Zeit als Landarbeiter. Er absolvierte danach eine kaufmännische Lehre bei der Firma Elektrobau AG in Linz und war dort bis zu seiner Entlassung im Jahr 1925 beschäftigt. Er schlug sich in der Folge als Bauhilfsarbeiter und Oberbahnarbeiter durch und fand 1927 eine Beschäftigung als Angestellter des Städtischen Gaswerks in Linz. 1934 wurde er aufgrund seiner Beteiligung an den Februar-Kämpfen entlassen. Er absolvierte zwischen 1936 und 1938 eine Höhere Schule in Moskau und arbeitete zwischen 1939 und 1941 als Angestellter der EBG. Nach dem Zweiten Weltkrieg war er von 1948 bis 1955 Herausgeber des Parteiorgans der KP-Oberösterreich Neue Zeit.

## Politik und Funktionen
Haider war bereits früh bei den Kinderfreunden aktiv und engagierte sich bei der Gewerkschaftsjugend, dem Arbeiter-, Turn- und Sportverein und der Sozialdemokratischen Partei. Er trat 1933 der verbotenen Kommunistischen Partei Österreichs (KPÖ) bei und wurde auf der ersten illegalen Landeskonferenz zum Mitglied der KP-Landesleitung Oberösterreich gewählt. Er wurde aufgrund seiner Beteiligung am Aufstand des Schutzbundes 1934 verhaftet und war zwischen Herbst 1934 und März 1935 neuerlich in Haft. Nach seiner Entlassung aus der Haft ging Haider nach Wien und Prag und absolvierte danach zwischen 1936 und 1938 eine höhere Schule in Moskau. Er wurde danach im Raum Budweis eingesetzt und wurde im März 1939 in Prag verhaftet. Nach seiner Überstellung nach Linz blieb er bis September 1939 in Haft. Er wurde 1941 neuerlich inhaftiert und von einem Volksgerichtshof zu 13 Jahren Zuchthaus verurteilt. Auch seine Frau erhielt im Rahmen dieses Prozesses 15 Jahre Zuchthaus.
Haider wurde 1945 im Zuchthaus Garsten befreit und übernahm im Juni 1945 die Funktion des Landesobmanns der KP Oberösterreich, die er bis zu seinem Tode innehatte. Er war ab dem 20. April 1946 zudem Mitglied des Zentralkomitees der KPÖ und wirkte zwischen dem 26. Oktober 1945 und dem 13. Dezember 1945 als Landesrat (zuständig für das Wohnungs- und Siedlungswesen sowie die allgemeine Fürsorge) und Landeshauptmann-Stellvertreter in der von der US-Besatzungsmacht ernannten Landesregierung Gleißner III. Aufgrund eines Artikels in der „Neuen Zeit“ wurde Haider im Sommer 1946 verhaftet und zu zwei Monaten Gefängnis verurteilt. Von 1950 bis 1953 war Haider Mitglied der Zivilverwaltung Mühlviertel, zuständig für Ernährungswesen und soziale Fürsorge. Von 1955 bis 1968 gehörte er dem Linzer Gemeinderat an.